# Avenue Vasilíssis Amalías
L'avenue Vasilíssis Amalías (en grec moderne : Λεωφόρος Βασιλίσσης Αμαλίας, « avenue de la reine Amélie ») est une des routes majeures du centre-ville d'Athènes. 

## Situation et accès
Cette avenue part de l'intersection de la rue Panepistimíou et l'avenue Vasilíssis Sofías au niveau du Parlement hellénique, qu'elle sépare de la place Sýntagma, et rejoint l'avenue Syngroú au niveau de la porte d'Hadrien et du parc du temple de Zeus olympien.
Elle longe le Jardin national d’Athènes que la reine Amalia avait contribué à créer au XIXe siècle.

## Origine du nom
Elle porte le nom d'Amalia d'Oldenbourg, reine de Grèce jusqu'en 1862. 

## Historique
Elle a été ouverte en 1886.

## Sources
- (en) Cet article est partiellement ou en totalité issu de l’article de Wikipédia en anglais intitulé « Amalias_Avenue » (voir la liste des auteurs).